# جان رید (ملوان)
جان رید (انگلیسی: John Reid; ۲۷ نوامبر ۱۹۱۸ – ۱۷ مهٔ ۱۹۵۴) قایقران قایق بادبانی اهل ایالات متحده آمریکا بود.